# 鋸脂鯉科
鋸脂鯉科（学名：Serrasalmidae）是脂鯉目下的一個科，食人鱼即该科几个属的统称。

## 特徵
鋸脂鯉科是中等至大型的脂鯉目，最長可達1米長，身體很深及兩側偏平，中腹部有一連串的甲板，背鰭很長。大部份物種背鰭前有一條由神經上骨伸出的尖刺，巨脂鯉屬、肥脂鯉屬及四齒脂鯉屬除外。
大部份鋸脂鯉科都有54-62條染色體，例如銀板魚屬、下鋸脂鯉屬及尻鋸脂鯉屬有62條染色體。

## 分佈
鋸脂鯉科棲息在南美洲所有主要及一些次要的大西洋河流，但也有被引入到其他地區。它們分佈在北緯10°至南緯35°。

## 生態
鋸脂鯉科主要吃種子、果實、葉子、多種無脊椎動物及脊椎動物，如魚肉、鱗片及鰭。大部份非食人鯧主要都是草食性的，而食人鯧則是完全肉食性的。大部份物種會隨年齡及食物供應而改變食性。

## 化石紀錄
鋸脂鯉科的化石紀錄相對較稀疏。大部份已知的化石都是源自中新世，只有少部份非確定的是來自古新世或早至白堊紀末期。現存巨脂鯉屬的化石是來自中新世。

## 分類
現時鋸脂鯉科被分類在脂鯉目下的科，但是也有一些旧文獻將其分類成脂鯉科下的亞科。

### 尖锯脂鲤屬（Acnodon）
- 諾氏尖锯脂鲤 Acnodon normani
- 寡棘尖锯脂鲤 Acnodon oligacanthus
- 塞納氏尖鋸脂鯉 Acnodon senai

### 巨脂鯉屬（Colossoma）
- 大蓋巨脂鯉 Colossoma macropomum

### 磨脂鯉屬（Mylesinus）
- 副施氏磨脂鯉 Mylesinus paraschomburgkii
- 少鱗磨脂鯉 Mylesinus paucisquamatus
- 施氏磨脂鯉 Mylesinus schomburgkii

### 四齒脂鯉屬（Mylossoma）
- 刺腹四齒脂鯉 Mylossoma acanthogaster
- Mylossoma albiscopum [3]
- 金四齒脂鯉 Mylossoma aureum
- 硬腹四齒脂鯉 Mylossoma duriventre

### 骨脂鯉屬（Ossubtus）
- 骨脂鯉 Ossubtus xinguense Jégu, 1992

### 肥脂鯉屬（Piaractus）
也称淡水白鯧屬。
- 短蓋肥脂鯉 Piaractus brachypomus ：又稱淡水白鯧。
- 細鱗肥脂鯉 Piaractus mesopotamicus
- 奧利諾科河肥脂鯉 Piaractus orinoquensis

### 托梅脂鯉屬（Tometes）
- Tometes ancylorhynchus Andrade, Jégu & Giarrizzo, 2016[4]
- Tometes camunani Andrade, Giarrizzo & Jégu, 2013
- Tometes kranponhah Andrade, Jégu & Giarrizzo, 2016[4]
- 萊氏托梅脂鯉 Tometes lebaili Jégu, Keith & Belmont-Jégu, 2002
- 尼格羅河托梅脂鯉 Tometes makue Jégu, Santos & Belmont-Jégu, 2002
- Tometes siderocarajensis Andrade, Machado, Jégu, Farias & Giarrizzo, 2017 [5]
- 三葉托梅脂鯉 Tometes trilobatus Valenciennes, 1850

### 猶他脂鯉屬（Utiaritichthys）
- 長背猶他脂鯉 Utiaritichthys longidorsalis Jégu, Tito de Morais & Santos, 1992
- 塞氏猶他脂鯉 Utiaritichthys sennaebragai Miranda Ribeiro, 1937

### 食人魚Piranha

#### 下鋸脂鯉屬（Catoprion）
- Catoprion absconditus Bonani Mateussi, Melo & Oliveira, 2020[6]
- 下鋸脂鯉 Catoprion mento (Cuvier, 1819)

#### 鋸齧脂鯉屬（Pristobrycon）
- 金色鋸齧脂鯉 Pristobrycon aureus
- 亞馬遜河鋸齧脂鯉 Pristobrycon calmoni
- 端棘鋸齧脂鯉 Pristobrycon careospinus
- 斑鰭鋸齧脂鯉 Pristobrycon maculipinnis
- 條紋鋸齧脂鯉 Pristobrycon striolatus

### 臀點脂鯉屬（Pygocentrus）
- 凱里臀點脂鯉 Pygocentrus cariba
- 納氏臀點脂鯉 Pygocentrus nattereri
- 委內瑞拉臀點脂鯉 Pygocentrus palometa
- 迷人臀點脂鯉 Pygocentrus piraya

### 尻鋸脂鯉屬（Pygopristis）
- 尻鋸脂鯉 Pygopristis denticulata (Cuvier, 1819)

### †碩鋸脂鯉屬（Megapiranha）
- †帕蘭碩鋸脂鯉 Megapiranha paranensis Cione et al., 2009，碩鋸脂鯉